# Trophée Gazet van Antwerpen 2004-2005
Navigation
2003-2004 2005-2006
Le Trophée Gazet van Antwerpen 2004-2005 est la 18e édition du Trophée Gazet van Antwerpen, compétition de cyclo-cross organisée par le quotidien belge néerlandophone Gazet van Antwerpen.

## Résultats
| Date         | Lieu                                      | Vainqueur           | Deuxième            | Troisième           |
| ------------ | ----------------------------------------- | ------------------- | ------------------- | ------------------- |
| 1er novembre | Koppenberg - GP John Saey-Deschacht       | Sven Nys            | Richard Groenendaal | John Gadret         |
| 11 novembre  | Niel - Jaarmarktcross                     | Richard Groenendaal | Erwin Vervecken     | Sven Vanthourenhout |
| 18 décembre  | Essen - GP Rouwmoer                       | Bart Wellens        | Ben Berden          | Richard Groenendaal |
| 29 décembre  | Loenhout - Azencross                      | Sven Nys            | Sven Vanthourenhout | Erwin Vervecken     |
| 1er janvier  | Baal - GP Sven Nys                        | Sven Nys            | Bart Wellens        | Sven Vanthourenhout |
| 5 février    | Lille - Krawatencross                     | Sven Nys            | Richard Groenendaal | Sven Vanthourenhout |
| 20 février   | Oostmalle - Internationale Sluitingsprijs | Sven Nys            | Davy Commeyne       | Sven Vanthourenhout |

## Classement final
| #   | Coureur             | Points |
| --- | ------------------- | ------ |
| 1.  | Sven Nys            | 226    |
| 2.  | Sven Vanthourenhout | 197    |
| 3.  | Erwin Vervecken     | 168    |
| 4.  | Richard Groenendaal | 157    |
| 5.  | Wilant van Gils     | 142    |
| 6.  | Jan Verstraeten     | 142    |
| 7.  | Bart Aernouts       | 140    |
| 8.  | Tim Van Nuffel      | 136    |
| 9.  | Peter Van Santvliet | 128    |
| 10. | Wim Jacobs          | 126    |

## Résultats détaillés
| #  | Coureur             | Temps   |
| -- | ------------------- | ------- |
| 1  | Sven Nys            | inconnu |
| 2  | Richard Groenendaal |         |
| 3  | John Gadret         |         |
| 4  | Davy Commeyne       |         |
| 5  | Tim Van Nuffel      |         |
| 6  | Václav Ježek        |         |
| 7  | Mario De Clercq     |         |
| 8  | Sven Vanthourenhout |         |
| 9  | Erwin Vervecken     |         |
| 10 | Peter Van Santvliet |         |

| #  | Coureur             | Temps   |
| -- | ------------------- | ------- |
| 1  | Richard Groenendaal | inconnu |
| 2  | Erwin Vervecken     |         |
| 3  | Sven Vanthourenhout |         |
| 4  | Wim Jacobs          |         |
| 5  | Ben Berden          |         |
| 6  | Wilant van Gils     |         |
| 7  | Sven Nys            |         |
| 8  | Jan Verstraeten     |         |
| 9  | David Willemsens    |         |
| 10 | Peter Van Santvliet |         |

| #  | Coureur             | Temps   |
| -- | ------------------- | ------- |
| 1  | Bart Wellens        | inconnu |
| 2  | Ben Berden          |         |
| 3  | Richard Groenendaal |         |
| 4  | Sven Nys            |         |
| 5  | Sven Vanthourenhout |         |
| 6  | Enrico Franzoi      |         |
| 7  | Tom Vannoppen       |         |
| 8  | Jan Verstraeten     |         |
| 9  | Mario De Clercq     |         |
| 10 | Kevin Pauwels       |         |

| #  | Coureur             | Temps   |
| -- | ------------------- | ------- |
| 1  | Sven Nys            | inconnu |
| 2  | Sven Vanthourenhout |         |
| 3  | Erwin Vervecken     |         |
| 4  | Ben Berden          |         |
| 5  | Enrico Franzoi      |         |
| 6  | Tom Vannoppen       |         |
| 7  | Thomas Frischknecht |         |
| 8  | Peter Van Santvliet |         |
| 9  | Mario De Clercq     |         |
| 10 | Wim Jacobs          |         |

| #  | Coureur             | Temps   |
| -- | ------------------- | ------- |
| 1  | Sven Nys            | inconnu |
| 2  | Bart Wellens        |         |
| 3  | Sven Vanthourenhout |         |
| 4  | Ben Berden          |         |
| 5  | Lars Boom           |         |
| 6  | Erwin Vervecken     |         |
| 7  | Wilant van Gils     |         |
| 8  | Bart Aernouts       |         |
| 9  | Jan Verstraeten     |         |
| 10 | Peter Van Santvliet |         |

| #  | Coureur              | Temps   |
| -- | -------------------- | ------- |
| 1  | Sven Nys             | inconnu |
| 2  | Richard Groenendaal  |         |
| 3  | Sven Vanthourenhout  |         |
| 4  | Erwin Vervecken      |         |
| 5  | Camiel van den Bergh |         |
| 6  | Bart Wellens         |         |
| 7  | Wilant van Gils      |         |
| 8  | Tim Van Nuffel       |         |
| 9  | David Willemsens     |         |
| 10 | Jan Verstraeten      |         |

| Manche 7 Oostmalle \| # \| Coureur \| Temps \| \| -- \| ------------------- \| ------- \| \| 1 \| Sven Nys \| inconnu \| \| 2 \| Davy Commeyne \| \| \| 3 \| Sven Vanthourenhout \| \| \| 4 \| Bart Aernouts \| \| \| 5 \| Richard Groenendaal \| \| \| 6 \| Wim Jacobs \| \| \| 7 \| Wilant van Gils \| \| \| 8 \| Enrico Franzoi \| \| \| 9 \| Niels Albert \| \| \| 10 \| Michael Baumgartner \| \| |                     |         |
| # | Coureur             | Temps   |
| 1 | Sven Nys            | inconnu |
| 2 | Davy Commeyne       |         |
| 3 | Sven Vanthourenhout |         |
| 4 | Bart Aernouts       |         |
| 5 | Richard Groenendaal |         |
| 6 | Wim Jacobs          |         |
| 7 | Wilant van Gils     |         |
| 8 | Enrico Franzoi      |         |
| 9 | Niels Albert        |         |
| 10 | Michael Baumgartner |         |